# Respiro (Tony Boy)
Respiro è un singolo del rapper italiano Tony Boy, pubblicato il 31 maggio 2024 come secondo estratto dal terzo mixtape Going Hard 3.

## Video musicale
Il videoclip, diretto da Ivano Robustellini, è stato pubblicato il giorno dell'uscita del singolo attraverso il canale YouTube del rapper.

## Tracce
1. Respiro – 2:35

## Classifiche
| Classifica (2024) | Posizione massima |
| ----------------- | ----------------- |
| Italia            | 37                |